# Ginés Sánchez Torres
Ginés Sánchez Torres (Betanzos, 19 de enero de 1928-Algeciras, 20 de agosto de 1999) fue un saxofonista y compositor español.

## Biografía
Sánchez Torres recibió sus primeras lecciones de música a la edad de ocho años. Cuando tenía 10, fue violinista de la Orquesta Sinfónica de Pontevedra. En 1944 comenzó su estudio de armonía y saxofón en Madrid. A partir de 1983 pasó por varias bandas de música militares como saxofonista, incluyendo la banda militar del Regimiento Aragón nº 17 de Málaga y sobre todo la famosa Banda de Música del Regimiento de Infantería Soria nº 9. Con esta banda desfilaría durante años en la Semana Santa de la ciudad hispalense.
Comenzó a componer obras procesionales en 1990, centrándose en el llamado estilo clásico andaluz. Además del "Himno a Nuestra Señora de los Dolores y su Soledad Coronada" (1996), escribió alrededor de 50 obras de diferentes estilos musicales.

## Composiciones
- 1990 Cristo de los Gitanos de Sevilla
- 1990 Virgen de Gracia de Gelves
- 1991 Arrorró - Reina de San Román (Virgen de las Angustias de Sevilla)
- 1991 Nazareno de la Sentencia (Dios, mi Señor) de Málaga
- 1991 Virgen del Carmen  (de San Gil)
- 1991 Virgen del Mayor Dolor (Hermandad de la Carretería)
- 1992 Sevilla Llora
- 1992 Virgen de Guadalupe (Hermandad de las Aguas)
- 1993 Virgen del Rocío de Málaga
- 1993 Guadalupe Reina del Arenal
- 1994 Cristo de la Expiración de Málaga
- 1994 Pasa la Virgen de los Dolores de Málaga
- 1994  Cristo del Perdón (Alma Andaluza) de Málaga
- 1994 Virgen del Cerro
- 1995 Málaga a su Virgen de la Victoria de Málaga
- 1995 Reina de los Cielos de Málaga
- 1995 Reina de San Julián (Virgen de las Penas de Málaga)
- 1996 Himno a Nuestra Señora de los Dolores en su Soledad Coronada (para la coronación de la Virgen de la Soledad de Alcalá del Río)
- 1996 Virgen de las Nieves
- 1997 Málaga Cofrade
- 1998 Ángeles de Triana (Esperanza de Triana)
- 1999 Cristo de Medinaceli

- Datos: Q2528391